# Гомбодорж
Гомбодордж (монг. Гомбодорж Түшээт хан; 1594—1655) — 3-й Тушэту-хан монголов в Халхе в 1636—1655 годах.

## Биография
Старший сын Эрэхэй-Мерген-хана. Родился в 1594 году. Участвовал в походах халхских ханов в южную Монголию с целью противостояния распространению власти маньчжуров. В 1636 году после смерти отца унаследовал власть. С одной стороны, пытался обезопасить свои владения от государства Цин, а с другой, пытался утвердить первенство своего рода среди других ханов Халхи.
Сначала, в 1636 году, отправил подарок (8 белых коней и 1 белого верблюда) маньчжурскому императору Абахаю, расценившему его как дань и признание тушету-ханом превосходства Цин. В 1639 году способствовал оказанию сыну Дзанабадзара высокого титула хутухты, чем выдвинул претензии на общемонгольский центр ламаизма. Против этого выступил дзасакту-хан Субадай-хан, имевший статус «старшего хана» Халхи. Впрочем, борьба с последним продолжалась. В 1640 году Гомбодордж участвовал в монголо-ойратском курултае в Тарабагае, где был принят Степной кодекс законов («Ики Цааджин Бичик»), основой которого стало обычное право монголов.
Впоследствии фактически стал главой левого (восточного крыла) Халхи. Его авторитет также был признан в 1652 году сэцэн-ханом Баба-ханом. Благодаря значительному влиянию и энергии долгое время считалось, что Гомбодордж смог получить статус старшего хана, но это не так. В то же время, к концу жизни тушету-хан смог добиться наибольшего влияния своего государства в Халхе и способствовал распространению буддизма в Монголии.
Кроме того, совместно сэцэн-ханом Шолой-ханом противостоял усилившейся маньчжурской угрозе после захвата войсками Цин северного Китая. В 1644 и 1645 годах тушету-хан отправлял посольства к цинскому императору Фулиню. В 1646 году оказал военную помощь сецен-хану Шолой-хану и полнолому южномонгольскому нойону Тингису в войне против Цин, но потерпел поражение в битве в урочище Жажибулаг. Впрочем, продолжил борьбу. В войне с Цин пытался опираться на союз с Московским царством, куда в 1647 году отправил посольство. В 1648 году он отверг предложение ценского правительства признать свое превосходство. Поэтому в конце концов был заключен мир, зафиксировавший скатус-кво. Умер Гомбодордж в 1655 году. Ему наследовал сын Чихуньдорж.
Сыновья: Чихуньдорж (Вачир Сайн-хан, Чихунь Дорджи Тушету-хан), Лубсан-Дамба-Джалцан (1636—1723) и Дорджи Бинту Дайчин.